# Szredorek (Dolneni)
Szredorek (macedónul: Средорек) település Észak-Macedóniában, a Pelagonijai körzet Dolneni járásában.

## Népesség
| Lakosok száma | 140  | 156  | 182  | 179  | 141  | 82   | 71   | 52   | 30   |
|               | 1948 | 1953 | 1961 | 1971 | 1981 | 1991 | 1994 | 2002 | 2021 |

2002-ben 52 lakosa volt, akik mindannyian macedónok.